# اسکای لاندا (کالیفرنیا)
اسکای لاندا (به انگلیسی: Sky Londa) یک منطقهٔ مسکونی در ایالات متحده آمریکا است که در شهرستان سن ماتئو، کالیفرنیا واقع شده‌است. اسکای لاندا ۴۶۳٫۳ متر بالاتر از سطح دریا واقع شده‌است.